# Oxyopes jabalpurensis
Oxyopes jabalpurensis là một loài nhện trong họ Oxyopidae.
Loài này thuộc chi Oxyopes. Oxyopes jabalpurensis được Pawan U. Gajbe & Pawan U. Gajbe miêu tả năm 1999.